# غبريال أوتشوا يوريبا
غبريال أوتشوا يوريبا (بالإسبانية: Gabriel Ochoa Uribe)‏‏ (20 نوفمبر 1929 في كولومبيا - 8 أغسطس 2020) هو مدرب كرة قدم ولاعب كرة قدم كولومبي في مركز حراسة المرمى. لعب مع أمريكا دي كالي ونادي أمريكا ونادي ميلوناريوس.